# TsNIIMash

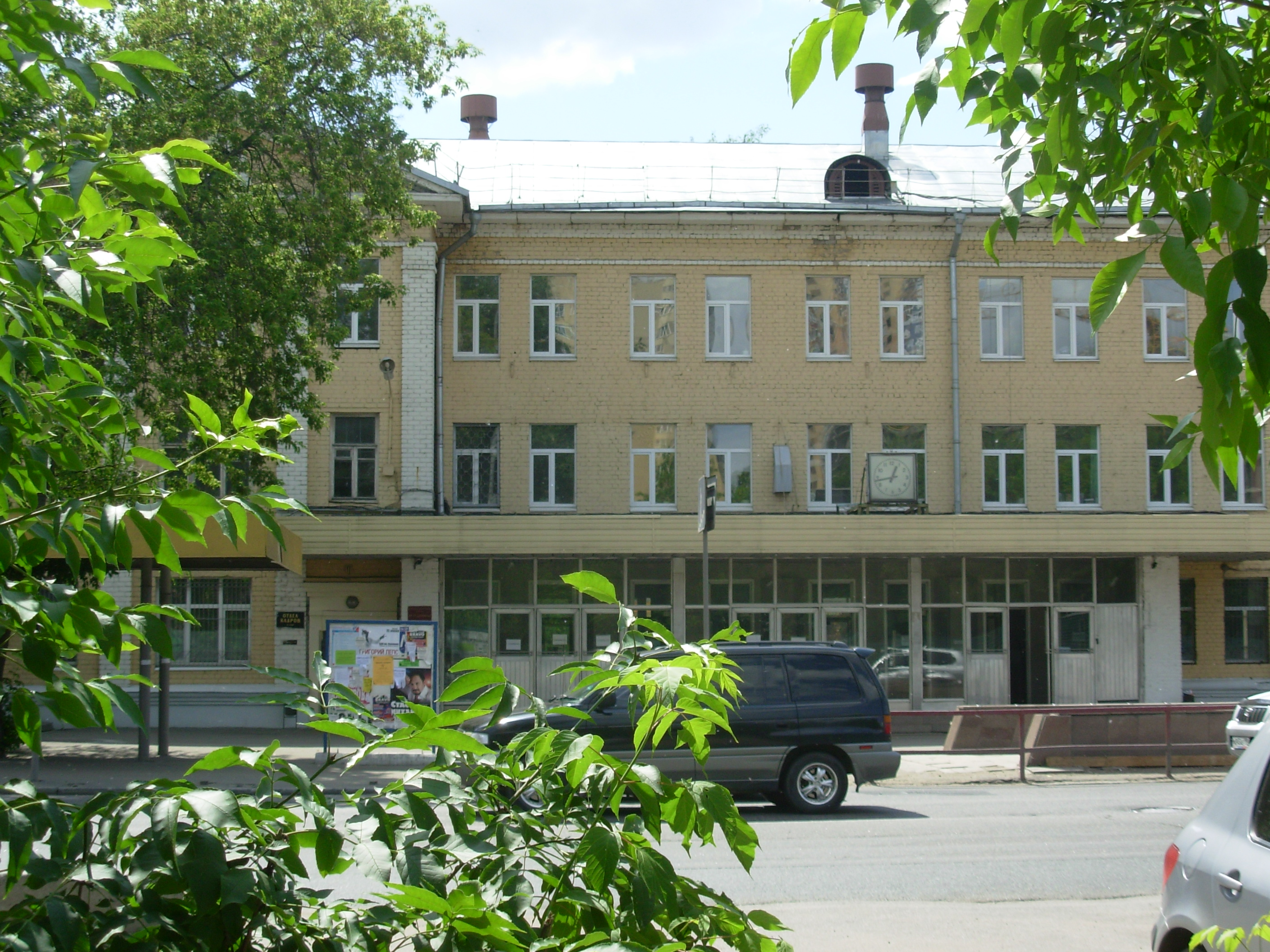
Sede do NII-88 no TsNIIMash.

TsNIIMash, em russo: ЦНИИмаш é sigla de, em russo: Центральный научно-исследовательский институт машиностроения (ou "Instituto Central de Pesquisa e Construção de Máquinas"),
é um instituto subordinado e administrado pela Agência Espacial Federal Russa especializado no desenvolvimento de mísseis e motores para sistemas de defesa. 

## NII-88
O instituto foi fundado em 13 de Maio de 1946 como um centro de pesquisa para o programa espacial soviético, localizado no Nordeste de Moscou sediado na "Fábrica No. 88", daí o nome em russo: Научно-исследовательский институт 88, ou "Instituto de Pesquisa Científica 88" ou abreviadamente: NII-88.
O primeiro administrador desse instituto foi Dmitri Ustinov, que indicou Sergei Korolev como chefe de desenho da seção 3 de mísseis de longo alcance, que mais tarde, em 1956 foi separado do NII-88 vindo a se tornar o OKB-1. 
Helmut Gröttrup liderou um grupo de cientistas alemães trabalhando para os soviéticos na "Seção I" do NII-88 localizado na Ilha de Gorodomlya. O trabalho dessa equipe foi o de ajudar na construção da versão russa do míssil V-2, chamado R-1, depois do que eles retornaram para a Alemanha.

## Centro de Controle

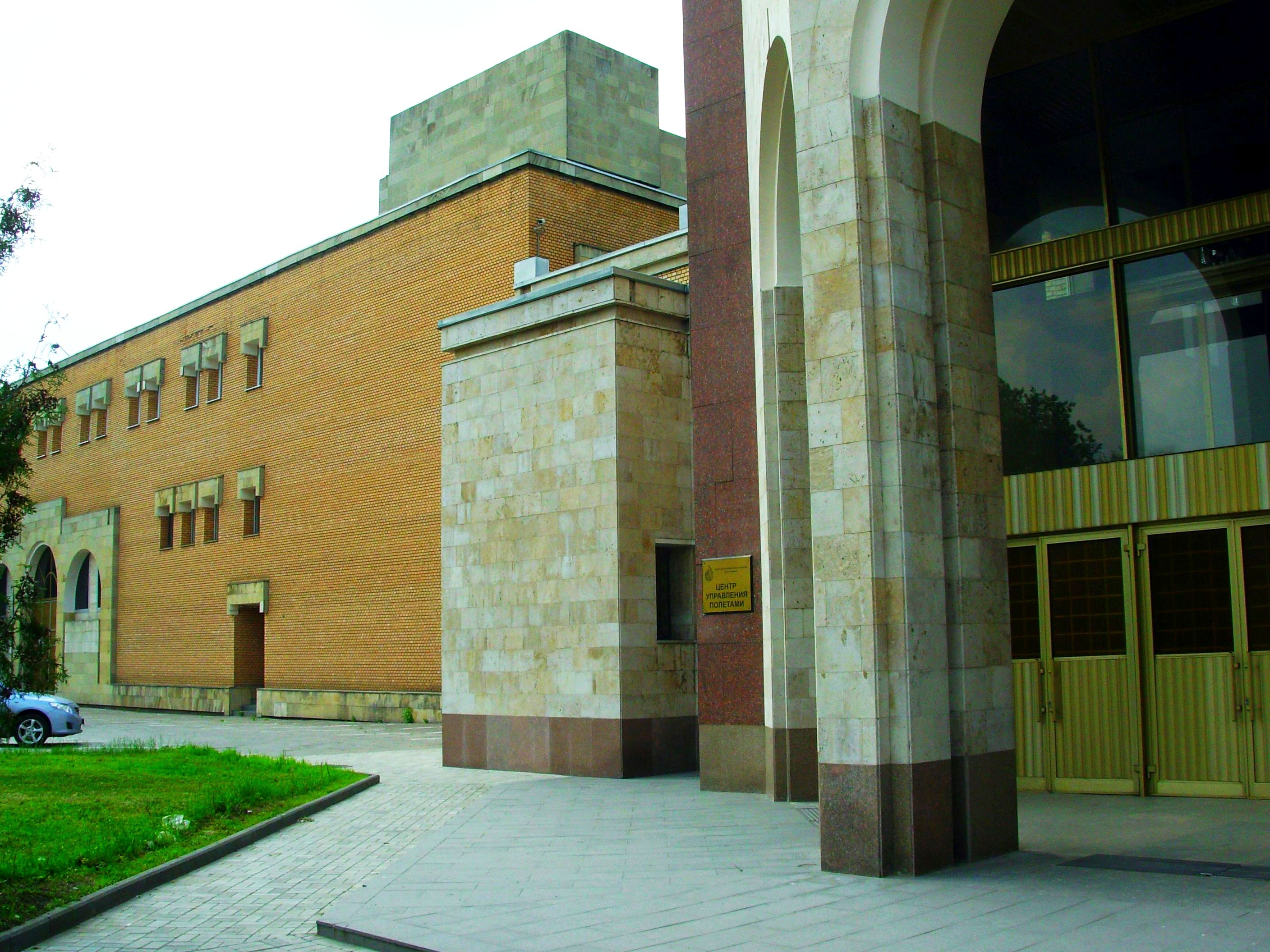
O Centro de Controle de Missões no TsNIIMash.

Hoje em dia, entre outras atividades, o instituto abriga o Centro de Controle de Missões da Agência Espacial Federal Russa.